# La Voivre, Haute-Saône
La Voivre là một xã ở tỉnh Haute-Saône trong vùng Franche-Comté phía đông Pháp. Xã có diện tích 11,87 km², dân số năm 2006 là 133 người. Khu vực này có độ cao từ 346-521 mét trên mực nước biển.